# City of Prospect
Prospect är en kommun (local government area) i Australien. Den ligger i delstaten South Australia, nära delstatshuvudstaden Adelaide. Antalet invånare är 21 133.
Följande samhällen finns i Prospect:
- Prospect